# Edifici del Col·legi de Cirurgia
El Col·legi de Cirurgia és un edifici situat al carrer del Carme, 47 del Raval de Barcelona, annex a l'antic hospital de la Santa Creu i catalogat com a bé cultural d'interès nacional. Des del 1929 és la seu de la Reial Acadèmia de Medicina de Catalunya.

## Història i descripció

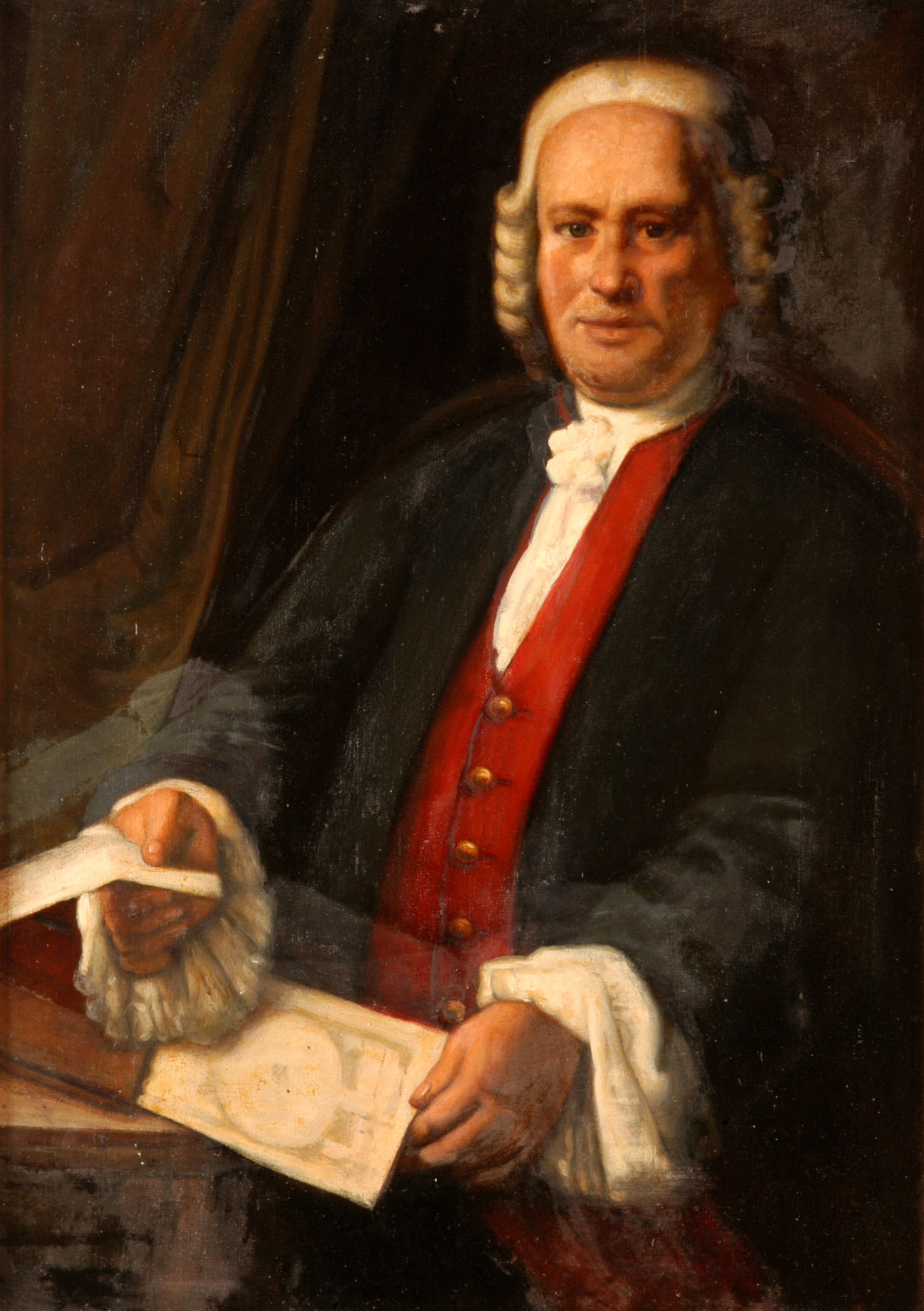
Retrat de Pere Virgili

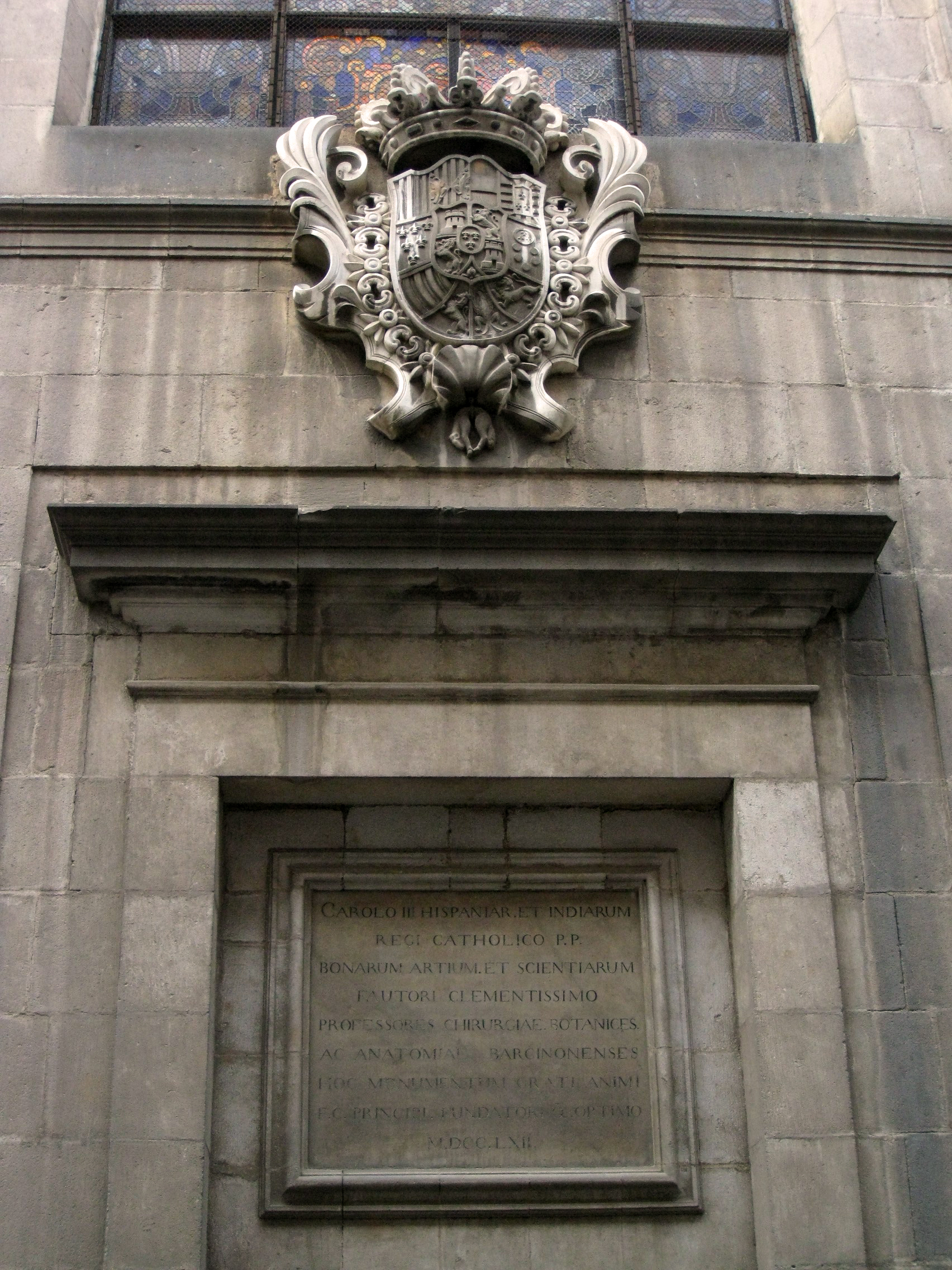
Placa en homenatge del rei Carles III, impulsor del Col·legi de Cirurgia

El Reial Col·legi de Cirurgia de Barcelona va ser fundat per reial ordre l'any 1760, sota l'impuls i direcció del cirurgià Pere Virgili i Ballvé (1699-1776), seguint el model del de Cadis. Virgili traçà el programa de la seu i n'encarregà el projecte a l'arquitecte madrileny Ventura Rodríguez, que el realitzà el 1761. Les obres foren adjudicades en pública subhasta al fuster Pere Armet i al mestre de cases Francesc Renart, i la construcció, un cop autoritzada pel rei Carles III, s'allargà del 1762 a 1764. La inspecció anà a càrrec de l'enginyer militar Pedro Martín Cermeño, que en delegà la direcció a Pedro Carlos Saliguet. Joan Cuesta fou l'aparellador, i també hi col·laborà la companyia dels mestres de cases Onofre Ivern i Josep Ribes i dels fusters Pau Planes i Deodat Casanoves.
El nou edifici s'inaugurà solemnement sota la presidència del Capità General de Catalunya, Marquès de la Mina, el 29 de març del 1764. La façana és molt sòbria i de pedra ben tallada, amb frontó mixtilini, amb fornícules buides i l'escut del rei Carles III (1762), obra de Carles Grau. L'amfiteatre interior és molt ben resolt, amb una taula de marbre al centre, per fer-hi disseccions. Una graderia semicircular de pedra, la primera fila de la qual és feta de butaques d'estil rococó, és obra de Llorenç Roselló, que també feu gelosies de la galeria superior, sobreportes i el peu de la taula de disseccions, dissenyat per l'escultor Joan Enrich.
La sala és il·luminada per grans finestrals i una llanterna zenital que sobresurt per damunt de les cobertes de l'edifici. En una fornícula del saló hi ha el bust de Pere Virgili.